# Clesles
Clesles – miejscowość i gmina we Francji, w regionie Grand Est, w departamencie Marna. Przez miejscowość przepływa Sekwana. 
Według danych na rok 1990 gminę zamieszkiwały 463 osoby, a gęstość zaludnienia wynosiła 35 osób/km².